# شهرستان پیتربورو
بخش پیتربورو (به انگلیسی: Peterborough County) یک بخش در کانادا است که در استان انتاریو واقع شده‌است و شهر پیتربورو در آن قرار دارد.

## خصوصیات
شهرستان پیتربورو ۵۴٬۸۷۰ نفر جمعیت دارد.